# CLUSTER
CLUSTER ist der Name einer Vereinigung europäischer Technischer Hochschulen. Er ist ursprünglich ein englischsprachiges Akronym für Consortium Linking Universities of Science and Technology for Education and Research.
Cluster ist nach eigenen Angaben ein Netzwerk von führenden europäischen Technischen Universitäten, deren elementare Aufgaben in hochentwickelter Forschung und (Aus-)Bildung von Ingenieuren, Wissenschaftlern und Architekten besteht. Das gemeinsame Ziel der Mitglieder von Cluster ist das Streben nach Erstklassigkeit in Erfüllung dieser Aufgaben. Der Auftrag von Cluster ist, einen Teil zur Gesellschaft im 21. Jahrhundert durch das Streben nach akademischer Bildung, Lernen und Forschung auf höchstem internationalem Niveau beizutragen.

## Geschichte
Das Cluster-Konsortium wurde 1990 gegründet und ist seit 1995 eine Stiftung nach niederländischem Recht.

## Mission
Die Mission von Cluster ist es , 
- die Kooperation unter den Mitgliedern auszubauen, um Austausch, Zusammenarbeit und Interaktion zwischen Studierenden sowie Mitarbeiterinnen und Mitarbeitern in Fakultäten und Administration zu forcieren
- seinen Mitgliedern eine strategische Plattform bereitzustellen für gemeinsame Programme in Lehre, Forschung und Innovation
- Interaktion, Kooperation und gemeinsame Programme mit assoziierten Mitgliedern zu entwickeln
- den Austausch von Ideen zu fördern, um die besten Methoden in allen Aspekten des Managements und der Führung von Universitäten zu unterstützen
- ein Forum vorzuhalten für strategische Grundsatzdiskussionen unter den Leitungen der CLUSTER-Universitäten
- von EU-Programmen in Lehre, Forschung und Innovation zu profitieren
- ein strategischer Partner der Europäischen Kommission zu werden
- eine Führungsrolle einzunehmen bei der pädagogischen Weiterentwicklung der Lehre an den CLUSTER-Mitgliedsuniversitäten auf Master- und Promotionsebene
- Partnerschaften mit großen europäischen Unternehmen aufzubauen
- die erste Wahl zu sein für Master-Studierende in den Ingenieurdisziplinen in Europa und außerhalb

## Mitglieder

### Ordentliche Mitglieder
(Stand: Januar 2019)
| Universität                                   | Ort              | Land        | Anzahl der Studenten |
| --------------------------------------------- | ---------------- | ----------- | -------------------- |
| Polytechnische Universität Katalonien         | Barcelona        | Spanien     | 33.000               |
| Technische Universität Darmstadt              | Darmstadt        | Deutschland | 25.021               |
| Technische Universität Eindhoven              | Eindhoven        | Niederlande | 7.200                |
| Grenoble INP                                  | Grenoble         | Frankreich  | 5.200                |
| Aalto-Universität                             | Helsinki         | Finnland    | 19.516               |
| Karlsruher Institut für Technologie           | Karlsruhe        | Deutschland | 22.552               |
| Eidgenössische Technische Hochschule Lausanne | Lausanne         | Schweiz     | 7.700                |
| Katholieke Universiteit Leuven                | Löwen            | Belgien     | 36.923               |
| Université catholique de Louvain              | Louvain-la-Neuve | Belgien     | 21.647               |
| Technische Universität Lissabon               | Lissabon         | Portugal    | 18.800               |
| Königliche Technische Hochschule              | Stockholm        | Schweden    | 11.700               |
| Politecnico di Torino                         | Turin            | Italien     | 26.000               |
| Trinity College Dublin                        | Dublin           | Irland      | 15.914               |

### Assoziierte Mitglieder
- Georgia Institute of Technology, Atlanta
- Polytechnique de Montréal, Montréal
- Polytechnische Universität Tomsk
- Tsinghua-Universität, Peking
- University of São Paulo